# خوسيه كارلوس جونيور
خوسيه كارلوس جونيور هو لاعب كرة قدم برازيلي في مركز الهجوم، ولد في 18 يوليو 1985 في غواراباري في البرازيل. لعب مع أضنة دمير سبور وسلافيا صوفيا وكارسياكا وليفسكي صوفيا وميلسامي أورهي ونادي بانانتس.

## وصلات خارجية
- خوسيه كارلوس جونيور على موقع اتحاد تركيا (لاعب) (الإنجليزية)
- خوسيه كارلوس جونيور على موقع قاعدة بيانات كرة القدم.إي يو (الإنجليزية)
- خوسيه كارلوس جونيور على موقع Soccerway.com (الإنجليزية)
- خوسيه كارلوس جونيور على موقع عالم كرة القدم.نت (الإنجليزية)